# Hygin
Hygin – imię męskie pochodzenia greckiego. Imię wywodzi się od słowa hygieinos oznaczającego "zdrowy".
Hygin imieniny obchodzi 11 stycznia.
Znane osoby noszące to imię:
- Hygin (Gajusz Juliusz Hygin), pisarz
- Papież Hygin